# 邹玉章
邹玉章（？—？），湖南人，清朝政治人物。同进士出身。
邹玉章曾于1741年接替宁基丕任华亭县知县一职，1742年由熊会琰接任。